# Jakub Kamiński
Jakub Kamiński (sinh ngày 5 tháng 6 năm 2002) là một cầu thủ bóng đá chuyên nghiệp người Ba Lan thi đấu ở vị trí tiền vệ cho câu lạc bộ Bundesliga VfL Wolfsburg và đội tuyển quốc gia Ba Lan.

## Thống kê sự nghiệp

### Câu lạc bộ
Tính đến ngày 12 tháng 11 năm 2022
| Club           | Season       | League       | League | League | Cup  | Cup   | Europe | Europe | Other | Other | Total | Total |
| Club           | Season       | Division     | Apps   | Goals  | Apps | Goals | Apps   | Goals  | Apps  | Goals | Apps  | Goals |
| -------------- | ------------ | ------------ | ------ | ------ | ---- | ----- | ------ | ------ | ----- | ----- | ----- | ----- |
| Lech Poznań II | 2018–19      | III liga     | 11     | 3      | —    | —     | —      | —      | —     | —     | 11    | 3     |
| Lech Poznań II | 2019–20      | II liga      | 6      | 2      | —    | —     | —      | —      | —     | —     | 6     | 2     |
| Lech Poznań II | Total        | Total        | 17     | 5      | —    | —     | —      | —      | —     | —     | 17    | 5     |
| Lech Poznań    | 2019–20      | Ekstraklasa  | 24     | 4      | 4    | 0     | —      | —      | —     | —     | 28    | 4     |
| Lech Poznań    | 2020–21      | Ekstraklasa  | 28     | 1      | 3    | 0     | 7      | 2      | —     | —     | 38    | 3     |
| Lech Poznań    | 2021–22      | Ekstraklasa  | 33     | 9      | 3    | 0     | —      | —      | —     | —     | 36    | 9     |
| Lech Poznań    | Total        | Total        | 85     | 14     | 10   | 0     | 7      | 2      | —     | —     | 103   | 16    |
| VfL Wolfsburg  | 2022–23      | Bundesliga   | 13     | 0      | 2    | 1     | —      | —      | —     | —     | 15    | 1     |
| Career total   | Career total | Career total | 116    | 19     | 12   | 1     | 7      | 2      | 0     | 0     | 135   | 22    |

### Đội tuyển quốc gia
Tính đến ngày 4 tháng 12 năm 2022
| Đội tuyển quốc gia | Năm       | Trận | Bàn |
| ------------------ | --------- | ---- | --- |
| Ba Lan             |           |      |     |
| 2021               | 1         | 0    |     |
| 2022               | 7         | 1    |     |
| Tổng cộng          | Tổng cộng | 8    | 1   |

Bàn thắng và kết quả của Ba Lan được để trước.
| # | Ngày               | Địa điểm                              | Số trận | Đối thủ | Bàn thắng | Kết quả | Giải đấu                    |
| - | ------------------ | ------------------------------------- | ------- | ------- | --------- | ------- | --------------------------- |
| 1 | 1 tháng 6 năm 2022 | Sân vận động Wrocław, Wrocław, Ba Lan | 2       | Wales   | 1–1       | 2–1     | UEFA Nations League 2022–23 |